# Night Falls Over Kortedala
Night Falls Over Kortedala är ett album av den svenska popmusikern Jens Lekman. Det släpptes i Skandinavien den 5 september 2007 och globalt den 9 oktober samma år.
Albumet blev etta på den svenska albumlistan. Det fick pris för årets pop på P3 Guld-galan 2008.

## Låtlista
1. "And I Remember Every Kiss" - 2:59
2. "Sipping on the Sweet Nectar" - 4:11
3. "The Opposite of Hallelujah" - 4:21
4. "A Postcard to Nina" - 5:00
5. "Into Eternity" - 3:45
6. "I'm Leaving You Because I Don't Love You" - 3:48
7. "If I Could Cry (It Would Feel Like This)" - 3:23
8. "Your Arms Around Me" - 5:02
9. "Shirin" - 3:56
10. "It Was a Strange Time in My Life" - 5:08
11. "Kanske är jag kär i dig" - 4:43
12. "Friday Night at the Drive-In Bingo" - 4:16

## Listplaceringar
| Lista (2007-2008) | Topplacering |
| ----------------- | ------------ |
| Norge             | 31           |
| Sverige           | 1            |

### Fotnoter
1. ↑  ”Night Falls Over Kortedala”. Norwegiancharts. 25 februari 2007. http://norwegiancharts.com/showitem.asp?interpret=Jens+Lekman&titel=Night+Falls+Over+Kortedala&cat=a. Läst 5 augusti 2012.
2. ↑  ”Night Falls Over Kortedala”. Hitparad. 2007-2008. http://swedishcharts.com/showitem.asp?interpret=Jens+Lekman&titel=Night+Falls+Over+Kortedala&cat=a. Läst 5 augusti 2012.